# Tovomita paniculata
Tovomita paniculata là một loài thực vật có hoa trong họ Bứa. Loài này được (Spreng.) Cambess. miêu tả khoa học đầu tiên năm 1828.